# Saxifraga depressa
Saxifraga depressa är en stenbräckeväxtart som beskrevs av Kaspar Maria von Sternberg. Saxifraga depressa ingår i Bräckesläktet som ingår i familjen stenbräckeväxter. Inga underarter finns listade i Catalogue of Life.